# През август 44-та
„През август 44-та...“ (на руски: В августе 44-го...) е беларуски филм на Михаил Пташук по романа на Владимир Богомолов „Моментът на истината (през август 1944 г.)“, създаден през 2000 г. във филмовото студио Беларусфилм.

## Сюжет
През лятото на 1944 г. в гората на освободената от нацистите беларуска земя радистите прихващат сигнал на вражески предавател. Оперативната издирвателна група на военното контраразузнаване - капитанът от СМЕРШ Альохин, опитният оперативен работник Таманцев и новакът Блинов - получават задача да намерят възможно най-бързо мястото на последното излъчване на вражеския радиопредавател и самите диверсанти.
Задачата се усложнява от факта, че в района продължават да действат враждебни на съветските власти части и разпръснати малки групи фашистки войски, които нямат време да отстъпят. Освен това „Ставката“ научава за съществуването на опитна разузнавателна група в тила на съветските войски, която с помощта на все още неразгадан шифър предава важна информация на врага. Делото е взето под контрола лично на Сталин. Той дава само ден за издирване и разобличаване на немските агенти...

## Снимачен екип
- Режисьор: Михаил Пташук
- Сценарий: Владимир Богомолов (отказал да разреши сценария)
- Оператор: Владимир Споришков
- Художници: Владимир Дементиев, Александър Чертович
- Композитор: Александър Градски

## Актьорски състав
- Евгений Миронов като капитан Павел Василиевич Алехин, командир на оперативната група СМЕРШ
- Владислав Галкин - старши лейтенант Евгений Таманцев, оперативен агент на СМЕРШ
- Юрий Колоколников като лейтенант Андрей Блинов, оперативен стажант от СМЕРШ
- Беата Тишкевич като Гролинская, господарка на къщата
- Алексей Петренко - генерал-лейтенант Егоров, началник на отдела за контраразузнаване СМЕРШ 3 на Белоруския фронт
- Александър Феклистов - подполковник Поляков, анализатор на контраразузнаването на СМЕРШ 3 на Белоруския фронт
- Александър Балуев - "Капитан Алексей Павлович Елатомцев" / Иван Григориевич Мищенко, старши група за издирване
- Юрий Пристром - "Николай Чубаров", член на групата Мищенко под формата на старши лейтенант
- Александър Ефимов - Сергей, радист на групата Мищенко под формата на лейтенант
- Рамаз Чхиквадзе - Йосиф Висарионович Сталин, върховен главнокомандващ
- Николай Кириченко в ролята на генерал-майор Мохов
- Ярослав Бойко - капитан Аникушин, офицер от Лидското комендантство
- Анджей Печински като Станислав Свирид, гърбав фермер
- Каролина Грушка в ролята на Юлия, земеделска работничка, любовница на Казимир Павловски
- Радослав Пазура като Казимир Павловски, диверсант от групата на Мищенко
- Александър Лабуш - Васюков, председател на селския съвет
- Виктор Павлов - майор, началник хранителен склад
- Алексей Панин - ефрейтор Борискин, шофьор на ЗИС от продоволствения склад
- Алберт Филозов като Иван Семьонович, зеленчукопроизводител
- Константин Соловьов - капитан Николаев, снабдяване
- Иван Лешук като лейтенант Сенцов, доставка
- Александър Тимошкин-Абакумов, заместник народен комисар на отбраната и началник на Главно управление за контраразузнаване на СМЕРШ
- Андрей Давидов като Меркулов, народен комисар за държавна сигурност
- Алексей Макаров - танк майор в "Уилис"
- Юрий Цурило - заместник народен комисар на вътрешните работи, комисар на държавната сигурност, 2-ри ранг
- Сергей Кравец като сержант Хижняк, шофьор на оперативната група на капитан Альохин
- Владимир Семаго - подполковник
- Анна Казючиц - позната на офицера от комендантството
- Анатолий Кот - лейтенант, бивш съвойник на Блинов
- Расми Джабраилов - фризьор
- Егор Бероев - епизод
- Пьотър Юрченков старши - епизод (няма в титрите)
- Александър Беспалий - епизод

## Факти
- Премиерата по руската телевизия се състоя на 9 май 2002 г. по канала НТВ.
- Премиерата по беларуската телевизия се състоя на 30 август 2004 г. по телевизионния канал БT.
- Служители и кадети от полицейското училище в Могилев участваха в заснемането на един от епизодите на филма, който се проведе на базата на авиоклуба на Могилев DOSAAF.
- Парни локомотиви Em728-53 и Em734-06 участваха в снимките.